# Liste der Fahnenträger der irakischen Mannschaften bei Olympischen Spielen
Die Liste der Fahnenträger der irakischen Mannschaften bei Olympischen Spielen listet chronologisch alle Fahnenträger irakischer Mannschaften bei den Eröffnungsfeiern Olympischer Spiele auf.

## Liste der Fahnenträger
| Mannschaft             | Veranstaltung | Fahnenträger (EF)                 | Fahnenträger (AF)  |
| ---------------------- | ------------- | --------------------------------- | ------------------ |
| 1948 in London         | Sommerspiele  |                                   |                    |
| 1960 in Rom            | Sommerspiele  | Falih Fahmi                       |                    |
| 1964 in Tokio          | Sommerspiele  |                                   |                    |
| 1968 in Mexiko-Stadt   | Sommerspiele  |                                   |                    |
| 1980 in Moskau         | Sommerspiele  |                                   |                    |
| 1984 in Los Angeles    | Sommerspiele  | Ismail Salman                     |                    |
| 1988 in Seoul          | Sommerspiele  | Abdul Wahab Ali                   |                    |
| 1992 in Barcelona      | Sommerspiele  |                                   |                    |
| 1996 in Atlanta        | Sommerspiele  | Raed Ahmed                        |                    |
| 2000 in Sydney         | Sommerspiele  | Bashar Mohammad Ali (Offizieller) |                    |
| 2004 in Athen          | Sommerspiele  | Hadir Lazame                      | Hadir Lazame       |
| 2008 in Peking         | Sommerspiele  | Hamzah Jebur                      | Hamzah Jebur       |
| 2012 in London         | Sommerspiele  | Dana Hussein Abdulrazak           | Ali Nadhim         |
| 2016 in Rio de Janeiro | Sommerspiele  | Waheed Abdulridha Waheed Karaawi  | Volunteer          |
| 2020 in Tokio          | Sommerspiele  | Fatimah Al-Kaabi                  | Volunteer          |
| 2020 in Tokio          | Sommerspiele  | Mohammed Al-Khafaji               | Volunteer          |
| 2024 in Paris          | Sommerspiele  | Ali Ammar Rubaiawi                | Ali Ammar Rubaiawi |

Anmerkung: (EF) = Eröffnungsfeier, (AF) = Abschlussfeier

## Statistik
| Rang    | Sportart       | EF | AF | ∑ |
| ------- | -------------- | -- | -- | - |
| 1       | Gewichtheben   | 2  | 1  | 3 |
| 1       | Leichtathletik | 2  | 1  | 3 |
| 3       | Boxen          | 2  | 0  | 2 |
| 3       | Judo           | 1  | 1  | 2 |
| 3       | Rudern         | 2  | 0  | 2 |
| 3       | Volunteer      | 0  | 2  | 2 |
| 7       | Schießen       | 1  | 0  | 1 |
| 7       | Ringen         | 0  | 1  | 1 |
| 7       | Tischtennis    | 1  | 0  | 1 |
| 7       | Offizieller    | 1  | 0  | 1 |
| Gesamt: | Gesamt:        | 12 | 6  | 8 |

| Rang                   | Sportart | EF | AF | ∑ |
| ---------------------- | -------- | -- | -- | - |
| bisher keine Teilnahme |          |    |    |   |
| Gesamt:                | Gesamt:  | 0  | 0  | 0 |

| Rang    | Sportart       | EF | AF | ∑ |
| ------- | -------------- | -- | -- | - |
| 1       | Gewichtheben   | 2  | 1  | 3 |
| 1       | Leichtathletik | 2  | 1  | 3 |
| 3       | Boxen          | 2  | 0  | 2 |
| 3       | Judo           | 1  | 1  | 2 |
| 3       | Rudern         | 2  | 0  | 2 |
| 3       | Volunteer      | 0  | 2  | 2 |
| 7       | Schießen       | 1  | 0  | 1 |
| 7       | Ringen         | 0  | 1  | 1 |
| 7       | Tischtennis    | 1  | 0  | 1 |
| 7       | Offizieller    | 1  | 0  | 1 |
| Gesamt: | Gesamt:        | 12 | 6  | 8 |